# ۹ مهر
۹ مهر صد و نود و پنجمین روز از سال در گاه‌شماری خورشیدی است. به پایان سال ۱۷۰ روز (۱۷۱ روز در سال کبیسه) باقی‌است.

## رویدادها
- ۱۳۶۵ - رقابت ۹ مهر ۱۳۶۵ تیم ملی فوتبال ایران با تیم ملی فوتبال کره جنوبی در بازی‌های آسیایی ۱۹۸۶
- ۱۴۰۲ - جنجال حادثه متروی تهران

## زادروزها
- ۱۲۶۵ - علینقی وزیری، موسیقی‌دان
- ۱۳۵۱ - لیلا حاتمی، بازیگر
- ۱۳۳۶ - احمد قابل، پژوهشگر دینی و فعال سیاسی
- ۱۳۷۰ - دیبا زاهدی، بازیگر

## درگذشتگان
- ۱۲۸۰. عبدالرحمن خان، امیر افغانستان (۱۲۵۹ تا ۱۲۸۰خ)(۱۸۸۰ تا ۱۹۰۱م)
- ۱۳۱۲ - عبدالحسین تیمورتاش، سیاستمدار
- ۱۳۵۰ - مهرنوش ابراهیمی، از اعضای سازمان چریک‌های فدایی خلق ایران
- ۱۳۵۵ - سعید هرمزی، نوازنده و مدرس تار و سه‌تار
- ۱۳۶۱ - خسرو قشقایی، ایلخان ایل قشقایی
- ۱۳۸۹ - ماشاءالله امین‌سرور، دوچرخه‌سوار
- ۱۳۹۴ - هادی نوروزی، بازیکن فوتبال و کاپیتان باشگاه پرسپولیس
- ۱۴۰۰ - منوچهر محققی، نظامی و خلبان
- ۱۴۰۲ - فردوس کاویانی، بازیگر